# Ray Wise
Raymond Herbert Wise (Akron, 20 agosto 1947) è un attore statunitense, noto principalmente per il ruolo di Leland Palmer nella serie televisiva I segreti di Twin Peaks, nel film prequel Fuoco cammina con me e nell'omonimo sequel della serie TV.

## Biografia
Wise è di origine rumene per parte di madre.. Attore di cinema, televisione e teatro, inizia la carriera proprio sul palcoscenico, recitando in opere come The Subject Was Roses, The Tooth Crime e Romeo e Giulietta, fino a Il Tartuffo.
All'inizio degli anni ottanta si dedica alla televisione, partecipando a serie come Dallas e California. È comunque il ruolo di Leland Palmer ne I segreti di Twin Peaks che lo rende un attore apprezzato, tanto che per il prequel Fuoco cammina con me si aggiudica una candidatura ai Saturn Award.
Al cinema esordisce nel 1982 grazie al film Il bacio della pantera. Tra i suoi altri film, Il mostro della palude, RoboCop, fino ai più recenti Good Night, and Good Luck. e Chiamata senza risposta.
Artista versatile, nel 1995 partecipa alla miniserie televisiva dedicata alla vita di Elizabeth Taylor, Liz, la diva dagli occhi viola. In seguito partecipa in veste di guest star a serie TV come Beverly Hills 90210, Dawson's Creek e Streghe. Inoltre interpreta il presidente americano in Command & Conquer: Red Alert 2.
Tra il 2007 e il 2008 interpreta il ruolo di Satana nella serie TV Reaper - In missione per il Diavolo.
Dal 2014 al 2016 interpreta Ian Ward nella soap opera Febbre d'amore, ruolo che riprende dal 2024 al 2025.

## Filmografia parziale

### Attore

#### Cinema
- Il bacio della pantera (Cat People), regia di Paul Schrader (1982)
- Il mostro della palude (Swamp Thing), regia di Wes Craven (1982)
- Il viaggio di Natty Gann (The Journey of Natty Gann), regia di Jeremy Kagan (1985)
- RoboCop, regia di Paul Verhoeven (1987)
- La cosa degli abissi (The Rift), regia di Juan Piquer Simón (1989)
- Fuoco cammina con me (Twin Peaks: Fire Walk with Me), regia di David Lynch (1992)
- Bob Roberts, regia di Tim Robbins (1992)
- Sol levante (Rising Sun), regia di Philip Kaufman (1993)
- Sesso e fuga con l'ostaggio (The Chase), regia di Adam Rifkin (1994)
- Powder - Un incontro straordinario con un altro essere (Powder), regia di Victor Salva (1995)
- Oltre le sbarre (Evasive Action), regia di Uri Barbash (1998)
- Un gioco per due (Two Can Play That Game), regia di Mark Brown (2001)
- La valle del silenzio (Almost Salinas), regia di Terry Green (2001)
- Landspeed - Massima velocità (Landspeed), regia di Christian McIntire (2002)
- Dead End - Quella strada nel bosco (Dead End), regia di Jean-Baptiste Andrea e Fabrice Canepa (2003)
- Jeepers Creepers 2 - Il canto del diavolo 2 (Jeepers Creepers 2), regia di Victor Salva (2003)
- Good Night, and Good Luck., regia di George Clooney (2005)
- Cyxork 7, regia di John Huff (2006)
- Identikit di un delitto (The Flock), regia di Wai-keung Lau, Niels Mueller (2007)
- Reservations, regia di Aloura Melissa Charles (2007)
- Chiamata senza risposta (One Missed Call), regia di Eric Valette (2008)
- Pandemic, regia di Jason Connery (2009)
- Infestation, regia di Kyle Rankin (2009)
- Amore al primo... Gulp (Love at First Hiccup), regia di Barbara Topsøe-Rothenborg (2009)
- X-Men - L'inizio (X-Men: First Class), regia di Matthew Vaughn (2011)
- The Butterfly Room - La stanza delle farfalle (The Butterfly Room), regia di Gionata Zarantonello (2012)
- The Bronx Bull, regia di Martin Guigui (2016)
- God's Not Dead 2, regia di Harold Cronk (2016)
- Poolman, regia di Chris Pine (2023)

#### Televisione
- Tartuffe, regia di Kirk Browning – film TV (1978)
- Charlie's Angels – serie TV, episodio 3x06 (1978)
- Dallas – serie TV, 8 episodi (1982)
- Il tempo della nostra vita – soap opera (1982-1983)
- Mai dire sì (Remington Steele) – serie TV, episodio 3x07 (1984)
- A-Team (The A-Team) – serie TV, episodio 4x04 (1985)
- La bella e la bestia (Beauty and the Beast) – serie TV, 2 episodi (1987)
- Volo 847 (The Taking of Flight 847: The Uli Derickson Story), regia di Paul Wendkos – film TV (1988)
- California (Knots Landing) – serie TV, 7 episodi (1988)
- Star Trek: The Next Generation – serie TV, episodio 3x04 (1989)
- Moonlighting – serie TV, episodio 5x13 (1989)
- I segreti di Twin Peaks (Twin Peaks) – serie TV, 18 episodi (1990-1991)
- Second Chances – serie TV, 6 episodi (1993-1994)
- Walker Texas Ranger – serie TV, episodio 2x23 (1994)
- Savannah – serie TV, 34 episodi (1996-1997)
- Star Trek: Voyager – serie TV, episodio 4x26 (1998)
- Beverly Hills 90210 – serie TV, episodi 9x01-9x02 (1998)
- Un detective in corsia (Diagnosis: Murder) – serie TV, episodio 7x05 (1999)
- Resurrection Blvd. – serie TV, 12 episodi (2000-2001)
- Giudice Amy (Judging Amy) – serie TV, episodio 3x01 (2001)
- Streghe (Charmed) – serie TV, episodio 4x12 (2002)
- Windfall, regia di Gerry Lively – film TV (2003)
- Dawson's Creek – serie TV, episodio 6x12 (2003)
- 24 – serie TV, 6 episodi (2006)
- CSI - Scena del crimine (CSI: Crime Scene Investigation) – serie TV, episodio 6x21 (2006)
- The Closer – serie TV, episodi 2x06-2x10 (2006)
- Bones – serie TV, episodio 2x01 (2006)
- Law & Order - Unità vittime speciali (Law & Order: Special Victims Unit) – serie TV, episodio 8x13 (2007)
- Shark - Giustizia a tutti i costi (Shark) – serie TV, episodio 1x14 (2007)
- Burn Notice - Duro a morire (Burn Notice) – serie TV, episodio 1x01 (2007)
- Reaper - In missione per il Diavolo (Reaper) – serie TV, 31 episodi (2007-2009)
- Psych – serie TV, episodi 4x04-5x12-8x03 (2009-2014)
- Castle - serie TV, episodio 2x15 (2010)
- Mad Men – serie TV, 5 episodi (2010-2015)
- Chuck – serie TV, episodi 4x17-4x22-4x23 (2010)
- How I Met Your Mother – serie TV, 4 episodi (2011-2013)
- 90210 – serie TV, 1 episodio (2011)
- Hawaii Five-0 – serie TV, episodio 1x17 (2011)
- NCIS - Unità anticrimine (NCIS) – serie TV, episodio 9x15 (2012)
- Rizzoli & Isles – serie TV, episodio 3x07 (2012)
- Perception – serie TV, episodio 2x04 (2013)
- Febbre d'amore – soap opera (2014-2016, 2024-2025)
- Agent Carter – serie TV, 4 episodi (2015-2016)
- Fresh Off the Boat – serie TV, 91 episodi (2015-2020)
- Una mamma per amica - Di nuovo insieme (Gilmore Girls: A Year in the Life) – serie TV, 3 episodi (2016)
- Twin Peaks – serie TV, 2 episodi (2017)
- Fargo – serie TV, 2 episodi (2017)
- Criminal Minds – serie TV, episodio 8x04 (2017)
- Le terrificanti avventure di Sabrina (Chilling Adventures of Sabrina) – serie TV, 1 episodio (2019)

### Doppiatore
- Command & Conquer: Red Alert 2 - videogioco (2001)

## Doppiatori italiani
Nelle versioni in italiano delle opere in cui ha recitato, Ray Wise è stato doppiato da:
- Gino La Monica in Sesso e fuga con l'ostaggio, Resurrection Blvd., Reaper - In missione per il diavolo, Burne Notice - Duro a morire, X-Men - L'inizio, Psych (ep. 8x03), Perception, Castle, Body of Proof, Agent Carter
- Luciano De Ambrosis in Sol Levante, Un gioco per due, The Killing Box
- Emilio Cappuccio in Chiamata senza risposta, Psych (ep. 4x04, 5x12)
- Antonio Sanna in Star Trek: The Next Generation, Poolman
- Roberto Chevalier in RoboCop, All Rise
- Pino Colizzi ne I segreti di Twin Peaks, Fuoco cammina con me
- Ennio Coltorti in Identikit di un delitto, All the Way
- Teo Bellia in Landspeed, Le terrificanti avventure di Sabrina
- Sergio Di Stefano in Top Secret, The Closer
- Mario Cordova in Dawson's Creek, Fargo
- Giorgio Lopez in West Wing - Tutti gli uomini del Presidente, Shark - Giustizia a tutti i costi
- Ambrogio Colombo in Bones, Hawaii Five-0
- Dario Penne in Criminal Minds, God's Not Dead 2
- Michele Kalamera in Rosewood Lane, JAG - Avvocati in divisa
- Sergio Di Giulio in Savannah
- Romano Ghini in Charlie's Angels
- Paolo Poiret ne Il viaggio di Natty Gann
- Oreste Rizzini in Moonlighting
- Luca Biagini in Streghe
- Sandro Iovino in CSI - Scena Del Crimine
- Stefano Oppedisano ne La forza del campione
- Rino Bolognesi in Good Night, and Good Luck.
- Eugenio Marinelli in Jeepers Creepers 2
- Saverio Indrio in Powder - Un incontro straordinario con un altro essere
- Renato Cecchetto in Bob Roberts
- Carlo Valli in The Mentalist
- Dario De Grassi in 24
- Saverio Moriones in Numb3rs
- Massimiliano Lotti in Dead End
- Enrico Di Troia in Wilfred
- Pino Ammendola in Chuck
- Alberto Angrisano in Jurassic City
- Carlo Reali in 90210
- Stefano Mondini in The Lazarus Effect
- Vladimiro Conti in Drop Dead Diva
- Enrico Maggi in How I Met Your Mother
- Gianluca Machelli in Mad Men (ep. 4x11)
- Gerolamo Alchieri in Mad Men (st. 5-7)
- Stefano De Sando in The Butterfly Room - La stanza delle farfalle
- Massimo Rinaldi in Rizzoli & Isles
- Massimo Lopez in Twin Peaks
- Antonio Palumbo in NCIS - Unità anticrimine
- Achille D'Aniello in Fresh Off the Boat
- Oliviero Dinelli in Una mamma per amica - Di nuovo insieme
- Gianni Gaude in Relationship Status

Da doppiatore è stato sostituito da:
- Bruno Alessandro in Superman - Doomsday - Il giorno del giudizio